# (38128) 1999 JN45
1999 JN45 (asteroide 38128) é um asteroide da cintura principal. Possui uma excentricidade de 0.13873230 e uma inclinação de 5.10476º.
Este asteroide foi descoberto no dia 10 de maio de 1999 por LINEAR em Socorro.